# 杨斌 (1991年)
杨斌（1991年10月3日—），男，中国足球运动员，司职中场。

## 俱乐部生涯
2009年，杨斌进入中国足球超级联赛球队广州医药的一队名单，报名参加2009年中国足球超级联赛，但未能得到出场机会。2010年，广州队因涉嫌假球事件而被罚降级，之后又改名为广州恒大足球俱乐部，杨斌重新回到二队，并在2011年代表由广州恒大二队组成的广州青年队参加中乙联赛。他在2011赛季出场17次，进球2个。赛季结束后，广州恒大解散二队，杨斌成为自由球员。
2012年6月，杨斌加盟中国足球甲级联赛球队广东日之泉。他在联赛最后一轮广东日之泉主场2比2战平上海东亚的比赛第85分钟替补陈肇麒出场，首次代表球队亮相。
2019年2月3日，中甲梅州客家俱乐部官方宣布杨斌正式加盟。